# خوشحال‌تر از همیشه (ترانه)
«خوشحال‌تر از همیشه» (انگلیسی: Happier Than Ever) ترانه‌ای از خواننده و ترانه‌پرداز آمریکایی، بیلی آیلیش برای دومین آلبوم استودیویی او با همین نام است. این ترانه در ۳۰ ژوئیه ۲۰۲۱، به عنوان ششمین تک‌آهنگ این آلبوم توسط دارک‌روم و اینترسکوپ رکوردز منتشر شد. این ترانهٔ پاپ پانک و ایمو دربارهٔ خشم بیلی آیلیش از یک پارتنر سابق به خاطر رابطهٔ سمی است. ترانه با صدای نرم همراه با گیتارهای کلاسیک و بیس شروع می‌شود و سپس به صدای دیستورته‌تری تبدیل می‌شود. آیلیش این ترانه را به همراه برادر و تهیه‌کننده‌اش، فینیس اوکانل پس از پایان بخش آمریکایی تور وقتی همه می‌خوابیم (۲۰۱۹) نوشت.

## گواهی‌نامه‌ها
| منطقه                                                                            | گواهی     | واحد گواهی‌شده/فروش |
| -------------------------------------------------------------------------------- | --------- | ------------------ |
| استرالیا (آی‌اف‌پی‌آی استرالیا)                                                     | ۵× پلاتین | ۳۵۰٬۰۰۰            |
| اتریش (فونوگرافی اتریش)                                                          | ۲× پلاتین | ۶۰٬۰۰۰             |
| بلژیک (بی‌ئی‌ای)                                                                   | طلا       | ۲۰٬۰۰۰             |
| برزیل (پرو موزیکا برزیل)                                                         | ۳× الماس  | ۴۸۰٬۰۰۰            |
| دانمارک (آی‌اف‌پی‌آی)                                                               | پلاتین    | ۹۰٬۰۰۰             |
| فرانسه (اس‌ان‌ئی‌پی)                                                                | الماس     | ۳۳۳٬۳۳۳            |
| آلمان (بی‌وی‌ام‌آی)                                                                 | طلا       | ۲۰۰٬۰۰۰            |
| ایتالیا (اف‌آی‌ام‌آی)                                                               | پلاتین    | ۱۰۰٬۰۰۰            |
| مکزیک (امپروفون)                                                                 | ۳× پلاتین | ۴۲۰٬۰۰۰            |
| نیوزیلند (آرآی‌ای‌ان‌زد)                                                            | ۲× پلاتین | ۶۰٬۰۰۰             |
| لهستان (زدپی‌ای‌وی)                                                                | ۲× پلاتین | ۱۰۰٬۰۰۰            |
| پرتغال (انجمن صنفی گرامافون)                                                     | ۳× پلاتین | ۳۰٬۰۰۰             |
| اسپانیا (سازنده‌های موسیقی)                                                       | پلاتین    | ۶۰٬۰۰۰             |
| بریتانیا (بی‌پی‌آی)                                                                | ۲× پلاتین | ۱٬۲۰۰٬۰۰۰          |
| استریم                                                                           |           |                    |
| یونان (آی‌اف‌پی‌آی یونان)                                                           | پلاتین    | ۲٬۰۰۰٬۰۰۰          |
| سوئد (گی‌ال‌اف)                                                                    | طلا       | ۴٬۰۰۰٬۰۰۰          |
| رقم فروش+پخش جاری تنها بر پایهٔ گواهی‌ها. · رقم فقط پخش جاری تنها بر پایهٔ گواهی‌ها. |           |                    |

## تاریخچه انتشار
| منطقه        | تاریخ           | فرمت(ها)               | منطقه      | ناشر(ان)          | منابع  |
| ------------ | --------------- | ---------------------- | ---------- | ----------------- | ------ |
| ایالات متحده | ۱۷ اوت ۲۰۲۱     | Contemporary hit radio | اریجینال   | دارک‌روم           | [ ۱۷ ] |
| فرانسه       | ۲۶ اوت ۲۰۲۱     | رادیو ایرپلی           | اریجینال   | یونیورسال         | [ ۱۸ ] |
| مختلف        | ۴ سپتامبر ۲۰۲۱  | دانلود دیجیتال استریم  | ادیت       | دارک‌روم اینترسکوپ | [ ۱۹ ] |
| ایتالیا      | ۱۰ سپتامبر ۲۰۲۱ | رادیو ایرپلی           | رادیو ادیت | یونیورسال         | [ ۲۰ ] |